# Procés (anatomia)
En anatomia, un procés (llatí: processus) és una projecció o eminència de teixit d'un cos més gran, habitualment referit a un os, rebent llavors el nom d'apòfisi. Per exemple, en una vèrtebra, una apòfisi pot servir per fixar i apalancar el múscul (com en el cas de les apòfisis transverses i espinoses) o per encaixar (formant una articulació sinovial) amb una altra vèrtebra (com en el cas de les apòfisis articulars). Quan l'apòfisi es per a la implantació de lligaments i tendons se sol denominar tuberositat.